# Zatoka Goulda
Zatoka Goulda (ang. Gould Bay, hiszp. Bahía Austral) – zatoka Morza Weddella, położona pomiędzy Lodowcem Szelfowym Filchnera i północno-wschodnim krańcem Wyspy Berknera. Została odkryta przez ekspedycję RARE pod dowództwem Finna Ronne’a i nazwana na cześć Laurence’a McKinleya Goulda, amerykańskiego geologa, geografa i odkrywcy polarnego.